# Mey-yyafushi
Mey-yyafushi is een van de onbewoonde eilanden van het Lhaviyani-atol behorende tot de Maldiven.